# Tindaria murrayi
Tindaria murrayi is een tweekleppigensoort uit de familie van de Tindariidae. De wetenschappelijke naam van de soort is voor het eerst geldig gepubliceerd in 1967 door Knudsen.